# 武藤金義
武藤 金義(むとう かねよし、1916年(大正5年)8月18日 - 1945年(昭和20年)7月24日)は、日本の海軍軍人。戦死による特進で最終階級は中尉。支那事変、太平洋戦争における撃墜王。

## 経歴
1916年(大正5年)8月18日、愛知県海部郡大治村（現・大治町）の農家に姉弟7人の3男として生まれる。実家は副業として竹で扇子の骨を作っていた。父は日露戦争に出兵し金鵄勲章を叙勲している。弟の光春は金義の強い勧めで海軍兵学校を受験して73期生に合格し戦闘機搭乗員にもなっている。光春は「兄の性格は豪放だった反面、父母兄弟に対してはきわめて温情だったと思う。とくに父母には気を使い、親孝行は人一倍という感じだった。兄弟の中でもとくに私を可愛がってくれ、海軍に入って休暇で帰った折には、父が絶対に買ってくれなかった空気銃とかカメラを買ってくれて、大変に嬉しかったのを、いまでも忘れることができない」と語っている。小学校4年の時、多治見の禅寺で住職だった叔父の家に、養子の含みもあってお寺奉公のため預けられたが、武藤の肌に合わず1年ほどで帰宅。大泊尋常高等小学校の尋常科を経て津島市の県立第三中学校に入学。中学二年の時、眼科医の友人との付き合いで金遣いが荒くなり父に咎められ中退する。父の意向で名古屋市内のメリヤス屋の住み込み店員となるが、武藤にひどい扱いをするので母が辞めさせ、お菓子の老舗「不老園」に菓子製造職人の見習いに転職した。しかし、小売りや卸売りがうまくいかず、海軍入りを志望し、1935年(昭和10年)6月1日、呉海兵団に入団、駆逐艦「浦波」に乗艦。1935年(昭和10年)12月23日、第32期操縦練習生を拝命。1936年(昭和11年)7月、同課程卒業。大村航空隊での延長教育を受ける。

### 日中戦争
1937年(昭和12年)10月、第十三航空隊に配属。上海に進出し支那事変に参加。1937年12月4日、南京上空で中華民国国軍の楽以琴が搭乗するI-16戦闘機1機を撃墜。これが武藤の初戦果となった。12月12日、第十二航空隊に異動。南京、南昌、漢口攻撃などで活躍を続け、武藤は中華民国軍機を合計5機撃墜し支那事変における撃墜王となった。1938年10月、内地に帰還。大分空、鈴鹿空、元山航空隊などで教員生活を送る。また大分空時代には西沢広義の教員として指導している。

### 太平洋戦争
1941年(昭和16年)9月、第三航空隊に配属。12月8日、太平洋戦争開戦時は横山保大尉の2番機としてフィリピンクラークフィールド飛行場攻撃に参加。
1942年(昭和17年)4月、元山海軍航空隊（同年11月第二五二航空隊に改名)に配属。三森一正中尉によれば、他の列機が離れても武藤だけはピタリと側にいて「何があっても離れないのでご安心を」と言う武藤は側にいるだけで心強かったという。宮崎勇は、武藤を小柄ながらも明朗快活で誰からも親しまれる人と評し、「武藤さんはよく冗談を言っては周囲を笑わせた。それも自分がしんどければしんどいほど、つとめて明るく振るまい、みんなの士気を高めるようにした。そんなふうだったから、誰もが親しみをこめて金さんとか金ちゃんとか呼んでいた」と回想している。ソロモン航空戦などに参加。1943年(昭和18年)10月21日、妻・喜代子と結婚。武藤が多忙であったため結婚写真は別々に取ったものを張り合わせたものであった。喜代子によれば一人娘ができた際はこれで子孫が絶えないととても喜んでいたという。
1944年11月、横須賀海軍航空隊の教官を務める。1944年(昭和19年)6月、横空派遣部隊として八幡空襲部隊に参加し、硫黄島に進出。6月24日、米海軍第58任務部隊のグラマンF6F戦闘機などの迎撃に当たり、同日、山口定夫大尉の二番機として攻撃機隊の援護に参加。7月3日、4日、米艦上機部隊の迎撃に参加。空襲の被害で航空機を失い派遣部隊は内地に帰還。1945年(昭和20年)2月17日、厚木基地上空に飛来したグラマン編隊の内12機にオレンジ塗装の紫電改単機で挑み2機の撃墜を報告。敵を集団から一機ずつ誘い出して撃墜する様は宮本武蔵 (小説)の一乗寺下り松の決闘を思わせる戦いぶりであり、その時から海軍内で「空の宮本武蔵」の異名で知られるようになった。同僚の山崎卓が落下傘降下した横浜市磯子区杉田で地元民に米兵と間違われて竹槍で殺された時、武藤は杉田を銃撃してやろうかと憤慨した。
1945(昭和20)年6月、第三四三海軍航空隊(以下「343空」とする)戦闘301飛行隊(通称新撰組)に異動する。4月15日に戦死した杉田庄一上飛曹の代わりとして隊長菅野直大尉の護衛が務まる人物として司令の源田実大佐が指名で希望した。343空は坂井三郎少尉と交換という形で交渉を開始したが難航し人事局員に相談してまとまった。横空はこの交換に反対しており、特に塚本祐造大尉からの反対が強かった。そのため交換は343空から坂井三郎少尉と野口毅次郎少尉の二人を出すことになった。着任した武藤は、源田司令に対して「私が来たからには隊長は死なせませんよ」と約束した。

### 戦死
1945(昭和20)年7月24日、武藤を含む21機で10倍以上の米機動部隊艦載機を迎撃するため大村から出撃。豊後水道上空の交戦で武藤は敵編隊に攻撃を加え、菅野隊長を襲う機体にも攻撃した。激戦の中、武藤は源田司令との約束を守りきったが、この戦闘で武藤は未帰還となった。武藤の詳細は不明であったが、この日の戦闘で343空は、武藤、鴛淵孝隊長など6名が未帰還となった。この戦闘は御嘉賞の御言葉を賜わり表彰されるものとなった。戦死による特進で中尉に昇進。太平洋戦争における撃墜数は30機である。

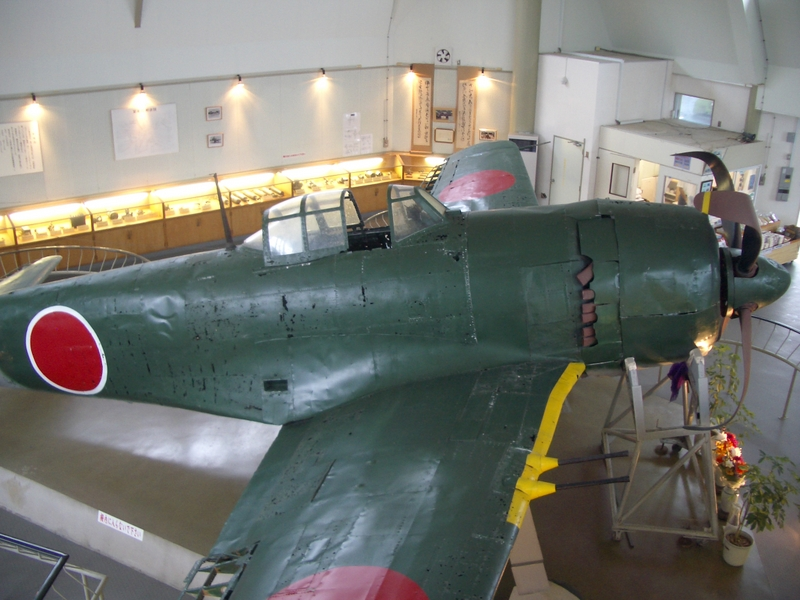
武藤の機体の可能性がある、修復及び保存された紫電改

1978年(昭和53年)11月、愛媛県南宇和郡城辺町(現・南宇和郡愛南町)久良湾の海底で1945(昭和20)年7月24日の未帰還機と思われる紫電改が発見された。しかし、諸々の危険性から引き上げに諸方面は消極的であった。武藤の遺族、地元、元343空隊員及びその遺族からの引き上げてほしいという願いを代表し、当時参議院議員だった源田実（元司令）と海自自衛艦隊司令だった相生高秀（元副長）が各方面に働き掛け、引き上げられた。遺品などは残っておらず特定は困難であったが、戦闘301飛行隊の機体と思われることなどから武藤金義の機体である可能性も高い。この機体の不時着を目撃した者の証言から、搭乗員は被弾や機体故障など何らかの理由で戦場から離れ、操縦によって模範的不時着水を行い、機体と共に水没したとものと思われる。武藤の妻・喜代子は未帰還6人の共通の遺品とするべきだとした。343空隊員や遺族により慰霊式が執り行われられ、この紫電改は愛南町南レク馬瀬山公園の「紫電改展示館」に保存・展示された。